# محمد شحرور
محمد شحرور (زاده ۱۱ آوریل ۱۹۳۸ در قاره – درگذشته ۲۱ دسامبر ۲۰۱۹ در ابوظبی) مهندس عمران و اسلام‌پژوه اهل سوریه بود.

## زندگی و تحصیل مهندسی
محمد شحرور در سال ۱۹۳۸ در قاره در منطقه النبک سوریه چشم به جهان گشود. او فرزند پنجم خانواده‌ای از طبقه متوسط و کار پدر او رنگرزی بود. با آنکه پدر محمد، مردی مذهبی بود اما او را به جای مدرسه مذهبی به مدرسه علوم جدید فرستاد. محمد در دمشق مدرک دیپلم گرفت و سپس با بورس تحصیلی دولتی برای تحصیل در مهندسی عمران به اتحاد جماهیر شوروی سوسیالیستی رفت. او در سال ۱۹۶۴ (میلادی) از دانشگاه دولتی مسکو فارغ التحصیل شد. محمد شحرور در شوروی با فلسفه مارکسیسم، آشنا و دچار بحران ایمان شد. با این حال در نهایت، ایمان دینی خود را باز یافت اما دیگر مانند دیانت سنتی نبود.
محمد شحرور پس از فارغ‌التحصیلی بی‌درنگ به دمشق بازگشت و به عنوان استادیار در دانشکده مهندسی دانشگاه دمشق به تدریس پرداخت. شحرور بار دیگر در سال ۱۹۶۸ (میلادی) به دوبلین در جمهوری ایرلند رفت و از دانشگاه دوبلین در ۱۹۶۹ (میلادی) کارشناسی ارشد و در ۱۹۷۲ (میلادی) دکترای مهندسی عمران گرایش خاک و پی (مهندسی ژئوتکنیک) گرفت. او همان سال به دمشق بازگشت و در دانشکده مهندسی دانشگاه دمشق استخدام شد و تا بازنشستگی در سال ۲۰۰۰ (میلادی) استاد تمام در رشته مهندسی عمران آن دانشگاه بود.

## قرآن‌پژوهی
محمد شحرور، یک قرآن‌شناس بود. او تحصیلات اسلامی دانشگاهی و حوزوی نداشت و فردی خودآموخته بود. او سیزده کتاب در زمینه اسلام‌شناسی منتشر کرد.

### الکتاب والقرآن
شحرور ایده‌های قرآن‌شناختی خود را نخستین‌بار در کتاب پرآوازه و جنجالی «الکتاب والقرآن: قرائة معاصرة» (خوانشی امروزی از کتاب و قرآن) بیان کرد. ایده این کتاب، نخستین‌بار در هنگام دانشجویی شحرور در مسکو و با آشنایی فردینان دو سوسور و ادوارد ساپیر به ذهن او رسید. او ایده‌های کتاب را در دوبلین بسط داد و تا سال ۱۹۸۴ کامل کرد و نوشتن کتاب را از سال ۱۹۸۶ آغاز کرد. این کتاب هشتصد صفحه‌ای در سال ۱۹۹۰ (میلادی) در دمشق و بیروت منتشر شد و در کشورهای عربی با استقبال بسیاری مواجه شد؛ به گونه‌ای که در شش سال بیست هزار نسخه از آن تنها در سوریه و پانزده هزار نسخه در لبنان فروش رفت. عربستان سعودی این کتاب را ممنوع کرد و بر اثر فشارهای عربستان، فروش آن در امارات، قطر، و مصر نیز ممنوع شد. با این حال، اما تا سال ۱۹۹۱ سه هزار نسخه از آن تنها در مصر به شکل پنهانی فروش رفت. برآورد می‌شود که ۱۵۰۰۰ نسخه از «الکتاب والقرآن: قرائة معاصرة» در عربستان به صورت زیرزمینی فروش رفته باشد. همچنین نسخه‌های کپی‌شده و چاپ‌های زیرزمینی آن کتاب دست‌به‌دست شد. اما قابوس بن سعید در عمان نسخه‌هایی از این کتاب را به سران حکومت خود هدیه کرد و از آن‌ها خواست آن را بخوانند.
محمد شحرور در «الکتاب و القرآن» استدلال می‌کند که اسلام دست به تشویق عقلانیت، آزادی بشر و معرفت‌آموزی می‌زند و از این رو اسلام برای همه زمان‌ها است. اگر اسلام برای همه زمان‌ها باشد آن‌گاه تفسیر قرآن نمی‌تواند ثابت باشد و در نتیجه مسلمانان نباید تحولات مدرن را نادیده بگیرند. از نظر او ما باید قرآن را طوری بخوانیم که انگار پیامبر اسلام همین حالا و نه چهارده سده پیش از دنیا رفته است. بنابراین پیام قرآن را از باید با درک امروزی و نه بر پایه فهم پیشینیان فهمید. از نظر او هیچ تفسیری از قرآن، از جمله تفسیر فقیهانه، مقدس نیست.
از نظر شحرور گرچه متن قرآن ثابت است اما تفسیر آن به هیچ عنوان نمی‌تواند ثابت باشد زیرا اگر قرآن «جاودانه» است پس پیام «جاودانه» قرآن را در هر عصری باید متناسب با بایسته‌های آن عصر فهمید. بنابراین اشتباه بزرگ مسلمانان این است که برای فهم قرآن به تفسیر گذشتگان تکیه می‌کنند به جای آن‌که در هر عصری بر اساس بایسته‌های آن عصر دست به تفسیر دوباره قرآن بزنند.
محمد شحرور می‌گوید تفسیر قرآن، بر پایه فقه و حدیث است و باید تفسیر فقه و حدیث بر پایه قرآن باشد. او می‌گوید اگر در عصر پیامبر، زنان قاضی نبودند یا جایگاه سیاسی نداشتند، این بدان معنا نیست که در هیچ عصری نباید چنین جایگاهی داشته باشند و در زمانه کنونی می‌توان متناسب با عدالت عصر، برای زنان و مردان حقوق برابر قائل شد بی آن‌که از روح عدالت قرآنی فراتر رفت.

#### واکنش‌ها

##### روحانیان
بسیاری از روحانیان سنی به شحرور حمله کردند و او را «گمراه» خواندند. در همان سال ۱۹۹۰ محمدسعید رمضان البوطی در مقاله‌ای این اثر را «توطئه‌ای صهیونیستی علیه قرآن» خواند. شدیدترین حمله، از سوی محمد ناصرالدین آلبانی بود که شحرور را به آشکارا «کمونیست ملحد» خواند. یوسف قرضاوی، مفتی مصری نزدیک به اخوان‌المسلمین نیز گفته بود شحرور دین تازه‌ای آورده است. اما شحرور بارها تأکید کرده بود دین تازه‌ای نیاورده بلکه به دنبال پروراندن فقه قرآنی نوین است. با این حال شحرور، هیچگاه به خاطر افکارش در سوریه یا دیگر کشورهای عربی به دادگاه نرفت و هیچ گاه رسماً (چه از سوی دادگاه و چه با صدور فتوی) به «خروج از اسلام» متهم نشد. تا سال ۲۰۰۰ میلادی یعنی ده سال پس از انتشار «الکتاب و القرآن» هجده کتاب از سوی محافظه‌کاران مذهبی و چندین کتاب بدون نام نویسنده در نقد این اثر منتشر شد.

##### دانشگاهیان
شماری از روشنفکران و اسلام‌شناسان دانشگاهی نیز پژوهش‌های محمد شحرور را زیر سؤال بردند. محمد ارکون، محمد شحرور را مهندسانی خودخوانده سر از اسلام‌شناسی درآورده دانست که طرح فکری او «راست‌کیشی» (ارتدوکسی) اسلامی در لباسی تازه است. از نظر ارکون، شحرور هیچ‌گاه برداشت راست‌کیشانه از وحی اسلامی (کلام ثابت فرابشری) را به پرسش نمی‌گیرد بلکه می‌خواهد با دوران‌سازی فهم دین تلقی راست‌کیشانه از وحی را از گزند نقد محفوظ دارد.
نصر ابوزید، شیوه بازتفسیر شحرور در واژگان کلیدی قرآن را نقد کرد. از نظر ابوزید، شحرور با نادیده گرفتن قواعد زبان‌شناختی و نیز زبان‌شناسی فرهنگی با خوانشی «ذوقی و سوگیرانه» معناهای تازه‌ای از واژه‌های قرآنی بیرون می‌کشد.

### دیگر کتاب‌ها
محمد شحرور در کتاب دوم خود به نام «دراسات إسلامیة معاصرة فی الدولة والمجتمع» (پژوهش‌های اسلامی امروزی درباره حکومت و اجتماع) که در سال ۱۹۹۴ (میلادی) منتشر شد مبانی نظری حکومت سکولار لیبرال (دولت مدنی) را پی‌ریزی و با حکومت دینی مخالفت کرد. او اشاره می‌کند که قرآن، سه گونه استبداد را محکوم کرده اما فقه اسلامی به آن کم‌وبیش بی‌اعتنا بوده است: استبداد سیاسی که نمود قرآنی آن «فرعون»، استبداد دینی که نمود قرآنی آن «هامان» از درباریان فرعون، و استبداد اقتصادی که نمود قرآنی آن «قارون» است.
محمد شحرور در کتاب دیگر خود «تجفیف منابع الإرهاب» (خشکاندن ریشه‌های تروریسم) که در سال ۲۰۰۸ (میلادی) منتشر شد استدلال می‌کند که فقیهان، در طول تاریخ، قرآن را از کتابی گشوده و رحمانی به کتابی خشن و منبع تروریسم تبدیل کرده‌اند.

## در ایران
محمد شحرور در ایران، چهره شناخته شده‌ای نیست. از شحرور تنها یک کتاب «دین و قدرت؛ خوانشی نو از حاکمیت» (الدین والسلطة؛ قراءة معاصرة للحاکمیة) به زبان فارسی برگردان شده است. این برگردان، کار عبدالله ناصری طاهری و سمیه‌سادات طباطبایی، تهران: انتشارات مروارید در سال ۱۳۹۷ (خورشیدی) است. همچنین چند مقاله نیز در نقد آرای قرآن‌شناختی او در مجلات پژوهشی ایران منتشر شده‌اند.

## درگذشت
محمد شحرور در ۲۱ دسامبر ۲۰۱۹ میلادی در ابوظبی پایتخت امارات متحده عربی درگذشت. پیکر او برای خاکسپاری به دمشق برده شد تا در قبرستان خانوادگی دفن شود.